# 金山头水库
金山头水库是中国浙江省金华市兰溪市境内的一座水库，位于衢江支流赤溪上，建于1959年。水库正常库容为1096万立方米，集雨面积为38平方千米，海拔为66.3米。